# Carneades delicia
Carneades delicia là một loài bọ cánh cứng trong họ Cerambycidae.